# Volná Revoliutsi
Volná Revoliutsi (del ruso: Волна Революции) es un posiólok del raión de Temriuk del krai de Krasnodar del sur de Rusia. Está situado en la península de Tamán, en la orilla septentrional de la bahía de Tamán, en el estrecho de Kerch, 37 km al noroeste de Temriuk y 162 km al oeste de Krasnodar, la capital del krai. Tenía 493 habitantes en 2010.
Pertenece al municipio Fontalovskoye.

## Transporte
Al norte de la localidad pasa la carretera federal M25 Novorosíisk-Port Kavkaz.